# Ilbis Fossae
Le Ilbis Fossae sono una struttura geologica della superficie di Venere.